# Boardwalk Empire (piloto)
"Boardwalk Empire" (también referido como "Pilot") es el primer episodio y piloto de la serie dramática de HBO, Boardwalk Empire. Basado en la novela Boardwalk Empire: The Birth, High Times and Corruption of Atlantic City de Nelson Johnson, el episodio fue escrito por el creador y productor ejecutivo de la serie, Terence Winter, y dirigido por Martin Scorsese, otro de los productores ejecutivos. Fue transmitido en Estados Unidos el 19 de septiembre de 2010.

## Argumento
El episodio comienza en el año 1920. Un grupo de contrabandistas trafican whisky del Canadian Club desde barcos en los Estados Unidos, pero más tarde son emboscados en sus camiones y se mantiene a punta de pistola por dos hombres con pasamontañas. La escena luego muestra a tres días antes, como el tesorero del Condado de Atlantic, Nucky Thompson (Steve Buscemi) pronuncia el discurso de apertura en la Liga de Mujeres de Templanza en la víspera de la Prohibición. Él inspira a la audiencia totalmente femenina con su historia de pobreza a la riqueza y la retórica anti-alcohol.
Thompson abandona la carrera antes y rápidamente se dirige a Babette Supper Club, donde una reunión ruidosa de los funcionarios electos, entre ellos el alcalde de Atlantic City y el hermano de Thompson, el sheriff Elias "Eli" Thompson (Shea Whigham), se celebra el inicio de la prohibición y las oportunidades de contrabando lucrativo que traerá. Thompson establece la logística e introduce a su conductor Jimmy Darmody (Michael Pitt), que acaba de regresar después de servir en la Primera Guerra Mundial, y le nombra un asistente a Paddy Ryan, un jefe de sala joven que es parte de la maquinaria política de Thompson. Como marca la medianoche y la prohibición va oficialmente en vigor, los asistentes va a la fiesta en el club de toda la tostada de la "muerte" de alcohol - y siguen alegremente la fiesta. Moody e incómodo, Darmody se va rápidamente.
A la mañana siguiente, Darmody y Angela (Aleksa Palladino), su esposa, discuten su futuro. Ella quiere que él vuelva a sus estudios en Princeton, cree que esto va a tomar mucho tiempo, y decide seguir trabajando para Thompson. Mientras tanto, Thompson conoce a Margaret Schroeder (Kelly Macdonald), una miembro embarazada de la Liga de Mujeres de Templanza. Cuando se le pregunta acerca de un trabajo para su marido, él le da un fajo de dinero y le pide a Darmody que la lleve a casa.
Al caer la noche, Darmody y Thompson visitan la funeraria de Mickey Doyle (Paul Sparks), un aspirante para la destilación de alcohol. Mickey bromea Darmody dándole una copa de formaldehído; Darmody lo ataca, cerca de poner en peligro la operación. Regañado por Thompson, Darmody exige un trabajo más importante, e implica que la guerra le ha madurado. Thompson en un principio le engatusa, pero en última instancia, desafía a Darmody para tomar sus propias oportunidades.
Después, Thompson come con cuatro grandes figuras de la mafia, Arnold Rothstein (Michael Stuhlbarg) y Lucky Luciano (Vincent Piazza) de Nueva York y Big Jim Colosimo (Frank Crudele) y Johnny Torrio (Greg Antonacci) de Chicago, que están de acuerdo para empezar a comprar licor por envíos por vía marítima de Thompson. Arnold Rothstein pide un poco de alcohol para la boda de un amigo y Thompson se compromete a venderle su último envío, con la condición de que los propios hombres de Rothstein lo recojan. Rothstein pide aplazar el pago hasta el día siguiente. Como Darmody espera a que Thompson se vaya, se hace amigo del conductor de Torrio, que resulta ser Al Capone (Stephen Graham).
Al día siguiente, Rothstein, un tiburón de tarjeta conocida y tramposo, tiene 3l casino de Thompson por más de $90.000. Thompson llega y pone a Rothstein para salir con sus ganancias, menos el costo del envío de whisky. Al salir, Thompson se enfrenta a Hans Schroeder, marido celoso y abusivo de Margaret. Cuando Thompson ve Hans apuestas con el dinero que le había dado Margaret antes, se lo echa. Esa noche, los borrachos Hans golpea severamente Margaret, lo que la hizo abortar.

## Filmación
La filmación del piloto fue realizada en varios lugares de Nueva York y sus alrededores, en junio de 2009, durante treinta días. De crear los efectos visuales de la serie se encargó la compañía de Brooklyn, Brainstorm Digital. Glenn Allen, producto de efectos especiales de Boardwalk Empire y cofundador de Brainstorm, dice: "Es nuestro trabajo más complejo hasta la fecha. Ahora todo es HD, así que tenemos que tratarlo como si fuese una película". "Cada vez que vas a trabajar en un trabajo de época, es más divertido", comenta el artista de efectos visuales, Chris Wesslemen, quien utilizó imágenes de archivo, postales y planos arquitectónicos para recrear los paseos marítimos de Atlantic City lo más preciso posible. "Tenemos que investigar como realmente era la vieja Atlantic City. Los muelles fueron una de las partes más difíciles porque cada verano cambiaban -nuevas tiendas, nuevos anuncios-". Le llevó dos meses a la compañía completar todos los efectos visuales para el piloto.

## Recibimiento

### Crítica
El episodio piloto recibió elogios casi totales de parte de los críticos de televisión. David Hinkley de New York Daily News le dio cinco estrellas, diciendo: "Ver Boardwalk Empire es como sentarte en tu bar favorito y escuchar a alguien decir 'la casa invita las bebidas'. Amigos, no hay nada mejor". Paige Wiser del Chicago Sun-Times lo llamó "... un evento imperdible" y elogió a Buscemi en particular, refiriéndose a su actuación como "fascinante". Matt Roush de TV Guide elogió la colaboración entre Scorsese y Winter, comentando que el piloto "... une de forma brillante el virtuoso ojo cinemático de Martin Scorsese con la maestría panorámica de Winter con ricos personajes y una trama llena de incidentes", y finalizó su reseña afirmando que "es la narración más pura -e impura- disfrutable que HBO ha producido en años, como una película que nunca quieres que termine". Brian Lowry de Variety elogió a la serie por regresar a HBO al mejor nivel, diciendo: "Esto es bastante simple, la televisión en su mejor forma, ocupando un buen lugar que -con toda la competición- aún es único en HBO: Un programa costoso, explícito y con una trama basada en los personajes, con un material que ninguna otra cadena o estudio de cine se atrevería a tocar... Para esos que se preguntan cuando el canal va a mostrar otra franquicia que lo ponga en primera plana, la espera finalizó: vayan directamente a Boardwalk". "Una de las joyas inesperadas de Boardwalk Empire es la manera en que la serie revela las singularidades de esos tiempos, quitando las capas de una amable sociedad para revelar un sombrío mundo de criminales y políticos que colaboran para mantener el alcohol en las calles", comentó Heather Havrilesky de la revista en línea Salon.com, quien llamó al piloto "impresionante". Roberto Bianco de USA Today dijo en su crítica que Boardwalk Empire fue "producida de manera extravagante, increíblemente violenta y tan fría y dura como el hielo, Boardwalk Empire nos traslada al antiguo patio de recreo al comienzo de la prohibición, y devuelve a HBO a la cabeza de las series de TV".
Sin embargo, no todas las críticas fueron favorables. Nancy Franklin de The New Yorker opinó que la serie hace mucho eco de Los Soprano y dijo que "... solo el primer episodio costó cerca de veinte millones de dólares, y parece auténtico de una manera que, paradójicamente, parece anodino. Estás constantemente consciente de que estas mirando una serie de época, si bien es cierto que una con algunas escenas intensas y detalles interesantes". Chris Barsanti de PopMatters le dio un puntaje de 6/10, remarcando que la serie "no comienza de la manera más perspicaz..." y agregó que el personaje de Jimmy Darmody es una "calamidad" y Michael Pitt hace "una actuación plana". Aaron Riccio de Slant Magazine elogió la serie en general (dándole 3,5/5 estrellas), pero comentó que el show es "muy grande" y tiene demasiadas subtramas. "Las tramas que Boardwalk Empire propone son muy complejas para un único episodio", dijo, "... mientras este interminable estilo de narración puede funcionar, los escritores no establecen suficiente tensión para sostener la pesada narrativa".

### Índice de audiencia
En su transmisión original a las 21:00 horas en Estados Unidos, Boardwalk Empire llegó a una audiencia de 4,81 millones de telespectadores. El episodio fue repetido dos veces esa noche, una a las 22:15 y otra a las 23:30. Contando las tres transmisiones, un total de 7,1 millones de estadounidenses vieron el episodio la noche de su transmisión, y es el estreno con mejor audiencia de una serie de HBO desde el piloto de Deadwood en marzo de 2004. Inmediatamente después del exitoso debut, HBO confirmó una segunda temporada de la serie.

### Premios
En enero de 2011, Martin Scorsese ganó el Premio del Sindicato de Directores por su dirección en este episodio, superando a Allen Coulter por "Paris Green" y a Frank Darabont por la serie The Walking Dead.